# Бернд Дроґан
Бернд Дроґан (нім. Bernd Drogan, 26 жовтня 1955) — німецький велогонщик.
Срібний призер Олімпійських Ігор 1980 року в роздільній командній гонці.
Чемпіон світу з велоперегонів на шосе 1979 (роздільна командна гонка), 1981 (роздільна командна гонка), 1982 (аматорська групова шосейна гонка) років, бронзовий призер 1979 року в аматорській груповій шосейній гонці.
Переможець ігор Дружба-84 в роздільній командній гонці.